# جيوبارك شتلاند
جيوبارك شتلاند (بالإنجليزية: Geopark Shetland)‏ هو الاسم الذي تستخدمه الحديقة الجيولوجية التي تأسست رسميًا في سبتمبر 2009 عند دخولها إلى شبكة الحدائق الجيولوجية الأوروبية [الإنجليزية]. تمتد الحديقة الجيولوجية عبر أرخبيل شتلاند بأكمله قبالة الساحل الشمالي من البر الرئيسي لإسكتلندا. يُسيرها صندوق مرافق شتلاند [الإنجليزية] بالشراكة مع منظمات مثل التراث الطبيعي الاسكتلندي [الإنجليزية] ومجلس جزر شيتلاند [الإنجليزية] ومشروع المرتفعات والجزر [الإنجليزية] والعديد من الجمعيات المجتمعية والسياحية.

## السمات
تركز مناطق الجذب الطبيعية في شتلاند على ساحلها الواسع والمذهل، والذي تُعرض فيه الجيولوجيا المعقدة على طوله بشكل رائع. وهذا يشمل معظم مجموعات الصخور التي تشكل مرتفعات اسكتلندا، بما في ذلك النيس اللويزي [الإنجليزية]، صخور موين سوبرجروب [الإنجليزية]، ودالراديان [الإنجليزية] والحجر الرملي الأحمر القديم [الإنجليزية]، إلى جانب القسم الأكثر اكتمالا من الأفيوليت الموجود في بريطانيا. وتجدر الإشارة بشكل خاص إلى قسم الجرف من خلال بركان خامد في ايشا نيس [الإنجليزية] في نورثمافين [الإنجليزية]، وصخور قاع المحيط التي تقع تحت الجانب الشرقي من جزيرة آنست [الإنجليزية] وجزء كبير من فيتلار [الإنجليزية]، وتومبلو رملي في جزيرة سانت نينيان [الإنجليزية] قبالة جنوب البر الرئيسي.